# Paul Ritter von Kuenßl
Paul Ritter von Kuenßl (27 juni 1862 - 16 februari 1928), was een Beiers aristocraat en militair. Hij was in de Eerste Wereldoorlog General der Infanterie en de keizer van Duitsland decoreerde hem op 12 juni 1915 met de IIe Klasse van de Orde van de Rode Adelaar met de zwaarden. Het was een bevordering, voor de oorlog was hij al met de IVe Klasse gedecoreerd.

## Militaire loopbaan
- Einjährig-Freiwilliger: 1880[1]
- Portepée-Fähnrich:[1]
- Sekonde-Lieutenant: 22 december 1883[1]
- Premier-Lieutenant: 13 juni 1892[1]
- Hauptmann: 17 maart 1897[1]
- Major: 21 september 1904[1]
- Oberstleutnant: 11 september 1907[1]
- Oberst: 7 maart 1910[1]
- Generalmajor: 23 januari 1913[1]
- Generalleutnant: 19 mei 1915[1]
- Charakter General der Infanterie: 18 augustus 1919[1]

## Onderscheidingen
- Pour le Mérite op 3 juni 1915[1]
  - Eikenloof op 11 januari 1917[1]
- Militaire Max Joseph-Orde
  - Commandeur op 2 oktober 1915[1]
  - Ridder op 3 juni 1915[1]
- IJzeren Kruis 1870[1]
- Ridder der Eerste Klasse in de Orde van de IJzeren Kroon[2]
- Adelstand verheven op 23 januari 1913[1]